# (46572) 1991 VA5
1991 في أي 5 (ويعرف أيضًا باسم (46572) 1991 في أي 5 وفق تسمية الكوكب الصغير) (بالإنجليزية: 1991 VA5)‏ هو كويكب ضمن حزام الكويكبات؛ وترتيبه 46572 من حيث الاكتشاف.
اكتُشف هذا الجُرم الفلكي بواسطة Atsushi Sugie ‏ في 4 نوفمبر 1991.

## وصلات خارجية
- (46572) 1991 VA5 في قاعدة بيانات مختبر الدفع النفاث لأجرام النظام الشمسي الصغيرة

- الاكتشاف · مخطط المدار ·  العناصر المدارية · المعلمات المادية

- (46572) 1991 VA5 على موقع ويكي سكاي: DSS2, SDSS, GALEX, IRAS, Hydrogen α, X-Ray, Astrophoto, Sky Map, Articles and images